# سكريات

اللاكتوز: سكر ثنائي يوجد في الحليب، ويتكون من وحدتي جلاكتوز وجلوكوز؛ وصيغته الكيميائية C_{12}H_{22}O_{11}.

السُّكَّرِيَات، أو النَّشَوِيَات، أو الْغُلُوسِيدَات أو الْكَرْبُوهِدْرَات هي مركبات عضوية تصنف ضمن عائلة الفحوم الهيدروجينية (الكربوهيدرات) وتحتوي على عدة مجموعات وظيفية كحولية (-HO)، تتميز بشكل عام بطعم حلو ولذلك تستخدم في الأطعمة والأشربة للتحلية. والكربوهيدرات هي السكريات والنشويات والألياف وتوجد في الفواكه والحبوب والخضروات ومنتجات الألبان.
تُستخدم كلمة سكر بشكل عام في الحياة اليومية للدلالة على سكر المائدة المستخدم يوميًا وهو السكروز، أحد أنواع السكريات ذات الحلاوة الواضحة. وهو ما يُدعى أيضًا بسكر الطاولة، أو المائدة، أو سكر الطعام مشابهًا لاسم ملح الطعام (وهو كلوريد الصوديوم حصرًا).
يُعدّ السكروز من السكريات الثنائية (المتشكلة من ترابط سكرين أوليين هما الجلوكوز والفركتوز وهو ذو بنية بلورية صلبة، يستخرج غالبًا من قصب السكر أو الشمندر السكري.
لكن المصدر الرئيسي للطاقة في الجسم هو السكريات الأولية وبالتحديد الجلوكوز (يدعى أيضًا سكر العنب) وهو موجود بكثرة في الفاكهة - وخاصة العنب. يستخدم الجلوكوز من قبل الخلية الحيوانية مباشرة لتحرير الطاقة.

## مقدمة
تعد الكربوهيدرات أكثر المركبات العضوية توزعا وانتشارا إلى حد كبير على سطح الأرض. تمتلك دورا رئيسيا في الاستقلاب عند الحيوانات والنباتات، يبدأ الاصطناع الحيوي للكربوهيدرات في النباتات من ثاني أكسيد الكربون والماء وبمساعدة الطاقة الشمسية، أي عملية التركيب الضوئي، وهي أساس وجود جميع الكائنات الحية الأخرى التي تعتمد على مدخول المواد العضوية مع الطعام ( الغذاء ).
مثل الكربوهيدرات أحد المغذيات الأساسية وكميا هي أكثر مصادر الطاقة أهمية.
تبلغ كمية الطاقة الغذائية لها القيمة 17 كيلوجول / غ أو كيلوحريرة / غ. وحتى الكربوهيدرات غير القابلة للهضم ، التي تعمل دور المواد المالئة bulk material، هامة في التغذية اليومية المتوازنة balanced daily nutrition. هناك وظائف هامة أخرى في الغذاء تتم عن طريق الكربوهيدرات ، على سبيل المثال تقوم الكربوهيدرات بدور المحليات أو كمواد تشكيل الهلام أو المواد اللاصقة وكعوامل الثخانة / مثخنة للقوام thickening agents و کمواد مثبتة، وأيضا كمولدات مواد الرائحة واللون خصوصا عند معالجتها حراريا. يعود مصطلح الكربوهيدرات إلى الأيام التي كان يعتقد فيها أن جميع المركبات من هذا الصنف هي مائيات الكربون على أساس صيغتها التجريبية، فالغلوكوز مثل6H2O + 6C ) C6H12O6). حددت لاحقا مركبات عديدة لا تتفق مع هذه المعادلة العامة، وتحتفظ بالتفاعلات الشائعة و بالتالي صنفت الكربوهيدرات أمثالها السكريات المنقوصة الأكسجين والسكريات الأمينية amino sugars والحموض الكربوكسيلية السكرية. تقسم الكربوهيدرات عموما إلى أحاديات السكاريد monosaccharides، وقليلات السكاريد oligosaccharides، وعديدات السكاريد polysaccharides. أحاديات السكاريد هي مرکبات متعددة الهيدروكسيل للألدهيدات أو الكيتونات وتكون سلسلة الكربون غير متفرعة عادة. ومن أمثلتها المعروفة الغلوكوز، الفركتوز، الغالاكتوز. قليلات السكاريد هي کربوهیدرات تحتوي على وحدات سكرية أقل 10.التي تتشكل من تبلمر أحادي السكاريدات مع حذف الماء لإعطاء أسيتالات كاملة. ومن أمثلتها المعروفة ثنائيات السكاريد السكاروز sucrose أو saccharose ، المالتوز واللاكتوز، ثلاثي السکارید رافينوز ورباعي السكاريد ستاکیوز stachyose. تتألف عديدات السكاريد من n أحادي سكاريد حيث الرقم 10 > n كقاعدة. لذا تختلف خواص هذه البوليميرات عالية الوزن الجزيئي وبشكل كبير عن خواص الكربوهيدرات الأخرى. وهكذا فإن عديدات السكاريد عد أقل انحلالا في الماء من أحاديات السكاريد وقليلات السكاريد، ولا تملك الطعم الحلو وتكون خاملة بصورة أساسية ومن أهمها النشاء، السليولوز، البكتين.

## تعريف
تشتق كلمة كربو هيدرات من هيدرات (الماء) الكربون.وتعرف الكربوهيدرات على أنها:« عبارة عن ألدهيدات عديدة الهيدروكسيل أو كيتونات عديدة الهيدروكسيل ومشتاقاتها».

## كيمياء السكريات

### كيمياء أحاديات السكاريد
التسمية Nomenclature
أحاديات السكاريد هي ألدهيدات متعددة الهيدروكسيل ( ألدوزات )، وتعد مشتقة من الغليسير ألدهيد ، أو من كيتونات متعددة الهيدروکسیل ( کیتوزات ) مشتقة من ثنائي هيدروکسي الأسيتون بإضافة مجموعة CHOH إلى سلاسل الكربون. وتسمى المركبات الناتجة في سلسلة الألدوزات بعدد ذرات الكربون الكلية من التريوز triose کالغليسير ألدهيد كبداية والتروزات الرباعية tetrose الخماسية pentoses السداسية أو الهكسوزات hexoses ... الخ. وتبدأ سلسلة الكينوزات أبسط کیتوز ثنائي هيدروکسي الأسيتون، وهو ثلاثي تریولوز triulose ينبع بالتترولوزات tetruloses والبنتولوزات Pentuloses والهيكسولوزات hexuloses ... الخ. ويشار إلى موقع زمرة الكيتون ببادئة رقمية مثلا 2- بنتولوز، 3 - هکسولوز. عندما يحمل أحادي السکارید زمرة کربونیل أخرى يسمى. بے ثنائي الدوز dialdose ( أي يحوي مجموعتي ألدهيد )، ويسمى ب أوزلوز osulose ( عندما يحوي زمرتي ألدهيد وكينون ) أو يسمى ثنائي أولوز diulose ( عندما يحتوي زمرتي کیتون ). يؤدي استبدال زمرة- HO بذرة- H إلى تشكل سكر منقوص الأكسجين deoxysugar، وباستبدالها بز مرة- HN تتشكل مرکبات أمينو منقوصة الأكسجين د . وبشكل مشابه إلى 4 أو 5 - هیدروکسي ميثيل البنتانال تخضع الألدوزات ( ابتداء من التروزات ) والكيتوزات ( ابتداء من 2 - بنتولوزات ) إلى عملية تحلق داخل الجزيء مع تشكل هيمي أسيتال ( نصف أسيتال ) لتشكيل Lactols. باستثناء اریتروز erythrose، تتبلور أحاديات السكاريد هذا الشكل الحلقي، وحتى في المحلول، هناك توازن بين سلسلة الكربونیل المفتوحة وحلقات نصف الأسيتال Cyclic hemiacital مع زيادة نسبة الأخير . إن ميل أحاديات السكاريد للتحلق كبير مقارنة بيدروکسي الألدهيدات، كما هو موضح بدلالة قيم ° AG والتراكيز المتوازنة في محلول الايثانول 75% .
1-الخواص الحسية Sensory Properties:
تعد أحاديات وقليلات السكاريد والسكريات الموافقة، مع بعض الاستثناءات، محليات ( ذات طعم حلو ). يملك بيتا - D- مانوز طعم حلو - مر ، وبعض قليلات السكاريد هي مرة الطعم ، على سبيل المثال: جینتیو بیوز. إن أكثر المحليات أهمية هي: السكاروز شراب النشاء ( مزيج من الغلوكوز، مالتوز ومالتو- قليلات السكارید ) والغلوكوز. وتعد السكريات المنقلبة، كشرابات الغلوكوز الحاوية على الفركتوز ( شراب الذرة عال الفركتوز )، الفركتوز، اللاكتوز، مثل السوربیتول، المانيتول وزایلیتول ( Xylitol ) ذات أهمية أيضا. وتختلف السكريات بجودة حلاوتها وشدة طعمها. حيث يمتاز السكاروز عن السكريات الأخرى بطعمه السائغ ( اللطيف ) حتى في التراكيز العالية. تتناقص شدة طعم قليلات السكاريد بانتظام بازدیاد طول السلسلة. يمكن أن تقاس ( شدة كثافة) الطعم بتحديد عتبة التعرف التحسس للسكر ( أقل تركيزة يمكن أن تبقى فيه الحلاوة ملاحظة )، أو بالمقارنة مع مواد مرجعية ( تراكيز متساوية الحلاوة ). تتعلق قيم العتبة بألفة المستقبلة الكيميائية للطعم الحلو للمواد الحلوة وهي ذات أهمية في شرح العلاقة بين البنية الكيميائية للمركب وطعمه. من أجل الأغراض العملية، يكون الاستخدام المواد المرجعية أهمية أكبر: تعتمد شدة الطعم على التركيز وتختلف بصورة كبيرة بين المركبات الحلوة.
2-الخواص الفيزيائيةPhysical Properties:
¤الاسترطاب والانحلالية Hygroscopicity and Solubility
يختلف امتصاص السكريات للرطوبة في شكلها البلوري ويعتمد، على سبيل المثال، على بنية السكر، وجود المصاوغات الكربونيلية، ونقاوة السكر. تتناقص الانحلالية عندما تكتل السكريات مع بعضها، كما يحدث هذا عادة في مساحيق أو حبيبات السكريات. ومن جهة أخرى، فإن احتباس رطوبة الأغذية بمحاليل السكر المركزة، مثلا، شراب الغلوكوز، يستعمل منه في صناعة الخبز ( baking industry ). إن انحلالية كل من أحاديات وقليلات السكاريدات جيدة في الماء، على كل يمكن أن تختلف المصاوغات الكربونيلية الأنو میرات ) بانحلاليتها بشكل كبير ، كما هو موضح في حالة a- وبيتا - اللاكتوز .تنحل أحاديات السكاريد إلى حد صغير في الايثانول وهي غير منحلة في المحلات العضوية مثل الايتر، الكلوروفورم أو البنزن.
¤الدوران الضوئي - التدوير المبدل Optical rotation , Mutarotation

### أهم التفاعلات الكيميائية للسكريات:التفاعلات بحضور الحموض والقلويات
Reactions in the Presence of Acids and Alkalis
تكون أحاديات السكاريد ثابتة نسبيا في أوساط بحال pH 7-3 بغياب المركبات الأمينية، وخارج حدود بحال ال pH يحدث تحولات أكثر أو أقل شمولية، بالاعتماد على الشروط. تسود الأنيلة متبوعة بإزالة الماء مع الاحتفاظ بالسلسلة C، في الوسط الحمضي، أما في الأوساط القلوية المعتدلة ( المتوسطة ) فتسود عملية الأينلة متبوعة بتشدف Fragmentation ( تفاعلات الدولي - رجوعي ) ( retro - aldol reactions ) وتفاعلات ثانوية للشدف ( fragments ) ( إضافة الدولية ).
التفاعلات في أوساط حمضية قوية Reactions in Strongly Acidic Media
يحدث عکس حلمهة الغلوكوزيد، أي إعادة تشكيل الغلوكوزيدات، في أوساط حموض معدنية ممددة. يحصل على كل من ثنائيات السكاريد وقليلات السكاريد الأعلى الممكنة، ولكن يحصل على نحو مميز على إيزومالتوز وجینتیو بوز من الغلوكوز.
التفاعلات في محاليل قلوية قوية Reactions in Strongly Alkaline Solution
تحدث شروط التفاعل القلوي في الأغذية، على سبيل المثال، أثناء عزل السكاروز من الشوندر السكري وإنتاج السلع المخبوزة القلوية. وبصرف النظر عن تفاعلات الأينلة، التي يمكن أن تحدث أيضا في شروط حمضية ولكن تنجز وبصورة أكثر سرعة في الشروط القلوية، فإن تفاعل تدرك هيكل السكريات أهم صفة مميزة لتفاعلات التدرك المحفزة بالقلوي. إن كل من الغلوكوز والمانوز والفركتوز على توازن من خلال 2,1 - انديول الشائع. وأيضا يوجد البسيکوز psicose بكمية صغيرة قليلة ) وهو المشتق من الفركتوز نتيجة الأنيلة -2,3.
الكرملة Caramelization
يحصل على منتجات بنية اللون ذات رائحة كراميل نموذجية بصهر السكر أو بتسخين شراب السكر بوجود محفزات حمضية و / أو قلوية. غطيت التفاعلات الحاصلة في الفقرتين السابقتين. يمكن أن وجه العملية أكثر باتجاه تشكل مرکبات النكهة أو بدرجة أكبر نحو تراكم الأصبغة البنية. يعزز تسخين شراب السكاروز في محلول دارئ \موقي / من عملية تشدف الجزيء وبالتالي من تشكل مركبات النكهة . وتتشكل في المقام الأول مرکبات ثنائي هيدروفوران - أونات، وحلقي بنتنولونات cyclopentenolones وحلقي هیکسنولونات cyclohexenolones والبيرونات pyrones. من جهة أخرى يعطي تسخين شراب الغلوكوز بوجود حمض الكبريتيك في وجود الأمونيا بوليميرات ملونة بصورة كثيفة. تزداد ثباتية وانحلالية هذه البوليميرات بإضافة أنيون بيسلفيت إلى الرابطة المزدوجة.
التفاعلات مع مركبات أمينية ( تفاعل ميار)
Reactions with Amino Compounds Maillard Reaction
  تشكل N- غلوكوزيدات بالإضافة إلى عدد من التفاعلات المتعاقبة المصنفة تحت اسم تفاعل Maillard أو الاستمرار اللاإنزيمي. تنتشر N- غلوكوزيدات بشكل واسع في الطبيعة حموض نووية، NAD، تميم الإنزيم A ) وتتشكل في الأغذية متى تظهر السكريات المرجعة مع البروتينات، والبيبتيدات ، والحموض الأمينية أو الأمينات. ويحصل عليها بأكثر سهولة عند درجات حرارة أعلى ، وفعالية ماء منخفضة وعند التخزين الطويل. أما من جهة السكر، فإن المتفاعلات بصورة رئيسة هي الغلوكوز، الفركتوز، المالتوز، اللاكتوز وبدرجة أقل البنتوزات المرجعة، على سبيل المثال، الريبوز. من جهة المركبات الأمينية، تعد الحموض الأمينية ذات مجموعة أمين أولية أكثر أهمية من تلك ذات مجموعة أمين ثانوية بسبب كون تركيزها أعلى في الأغذية عادة. وهناك حالات استثنائية وهي، مثلا، منتجات الشعير والذرة والتي تملك محتوى عالية من البرولين. في حالة البروتينات تتفاعل مجموعات - أمينو لليزين بشكل مسيطر. على كل، إن المنتجات الثانوية من تفاعلات مجموعة الغواندینو guanidino group للأرجنين هي معروفة أيضا. وفي الحقيقة، قد كشفت مركبات إيميدازولين- أونات imidazolin - ones والبيريميدينات pyrimidines، التي تتشكل من الأرجنين ومركبات - وي - ثنائي الكربونیل الفعالة والناتجة من تدرك السكريات. تشابه التفاعلات المتتالية ل N- غلوكوزيدات جزئيا لتلك التفاعلات التي بنيت مسبقة لتحولات أحاديات السكارید المحفزة ب حمض / أساس. على كل، بدءا من المركبات المتوسطة الحاوية- N، التي تعمل هي مع وظيفة النتروجين تكون محفزا داخل الجزيء، هذه التفاعلات تتقدم بمعدل سريع تحت شروط معتدلة فعلية، وكتلك الموجودة في العديد من الأغذية. ينتج من هذه التفاعلات:

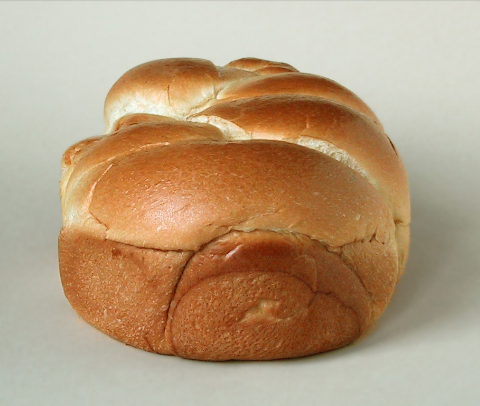

أصباغ بنية ، تعرف بالميلانوئیدینات melanoidin ، التي تحتوي كميات مختلفة من النتروجين متفاوتة الأوزان الجزيئية والانحلال بالماء. غرف القليل عن بنية هذه المركبات، وقد أجريت دراسات على الشدف التي تم الحصول عليها بعد " Curie point pyrolysis نقطة التحلل الحراري بالإشعاع أو بعد الأكسدة بالأوزون أو فوق يودات الصوديوم. إن الاسمرار مطلوب في الخبز والتحميص، ولكن ليس في الأطعمة التي لها ألوان ضعيفة أو ألوان أخرى خاصة بها ( حليب مكثف، حساء أبيض مكثف، حساء البندورة ) .
مرکبات طيارة، التي غالبا ما تكون مواد رائحة فعالة. ويعد تفاعل Maillard هاما لتشكيل الرائحة المرغوبة المرافقة للطبخ، والخبز، والتحميص أو القلي. وهو هام بالقدر نفسه لتشكيل الروائح غير المرغوب بها في الغذاء أثناء التخزين، وخصوصا أثناء حالة التجفيف، أو أثناء المعالجة الحرارية لأغراض البسترة والتعقيم والتحميص.

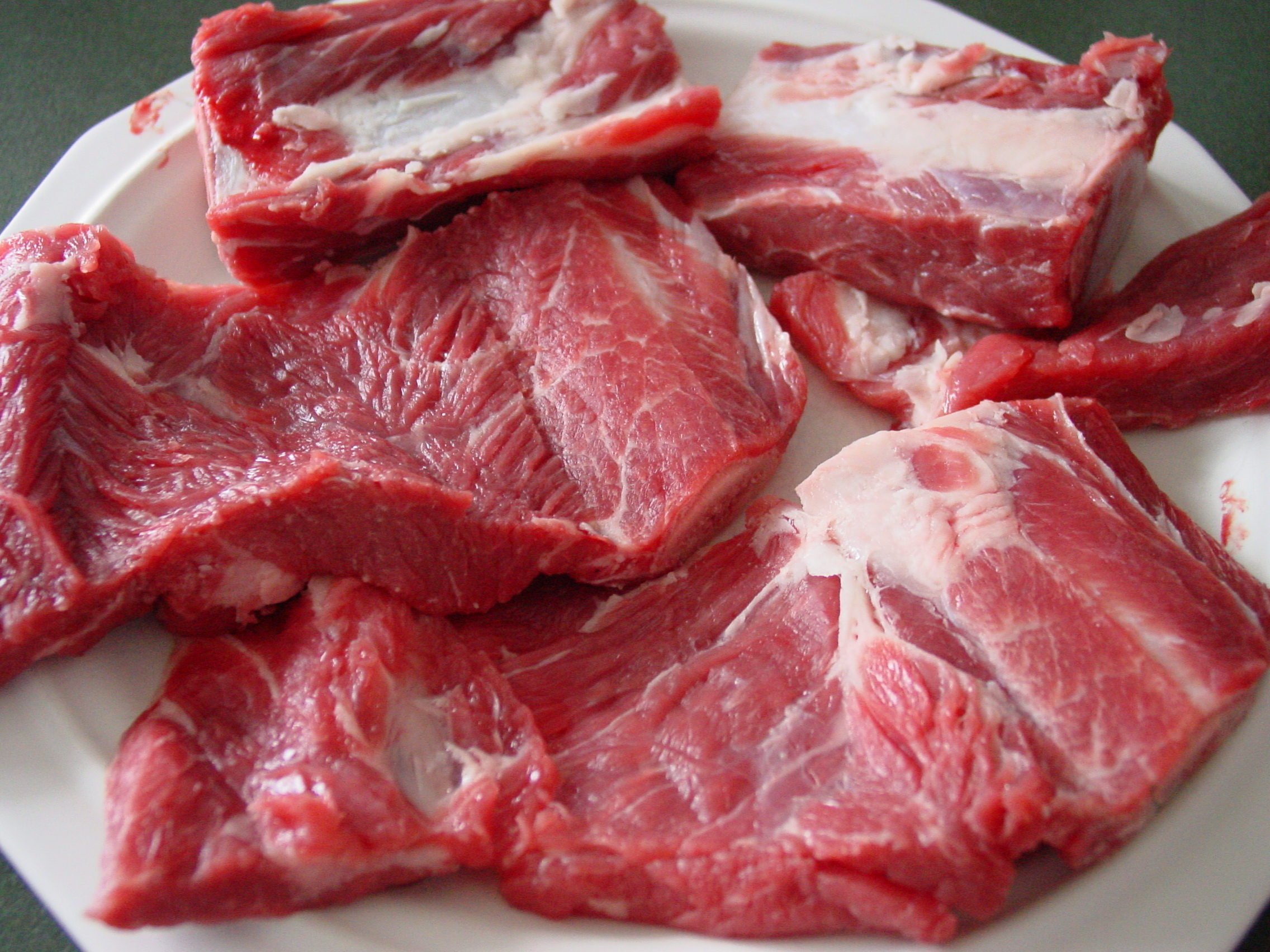
لحم بقري

و مواد النكهة flavoring matter، ولا سيما المواد المرة، التي تعد مطلوبة جزئيا ( القهوة، البن ) ولكن ممكن أن تسبب مذاقا غير مرغوب به، على سبيل المثال، في اللحوم أو الأسماك المشوية ( مواد التحميص المرة ) .
• مركبات ذات خواص إرجاعية عالية ( reductones ) التي يمكن أن تساهم في ثبات الأغذية اتجاه تدهور ا الأكسدة. خسارة في الحموض الأمينية الأساسية ( ليزين، أرجنين، السيستين، الميثيونين ).
• مركبات ذات خواص مطفرة كامنة potential mutagenic.
• مرکبات يمكن أن تسبب روابط تقاطعية في البروتينات . تلعب تفاعلات هذا النوع دورا أيضا في الأحياء ( مرض السكري ).
تفاعل ستریكر Strecker Reaction
تصنف التفاعلات بين مركبات - ثنائي الكربونیل مثل أوزونات منقوصة الأكسجين الحاصل عليها من تفاعل Maillard والحموض الأمينية تحت مصطلح تفاعل Strecker. يؤدي هذا التفاعل إلى تشكيل ألدهيدات ( ألدهيدات Strecker )، و CO2، وه - أمينو كيتونات عند نزع الكربوكسيل التأكسدي oxidative decarboxylation ل والحموض الأمينية. يحدث هذا في الأغذية عند تراكيز أعلى من الحموض الأمينية الحرة وتحت شروط تفاعل أكثر صعوبة ( عنيفة )، مثلا، عند درجات حرارة أعلى أو تحت الضغط.
تشكل المركبات الملونة Formation of colored compounds
نتيجة للألوان البنية على الأغلب ( قشرة الخبز، اللحم ) المتشكلة بتسخين الكربوهيدرات المرجعة مع مركبات أمينية، يدعی تفاعل Mailiard أيضا بالاستمرار اللاإنزيمي. بينت دراسات الكيميائية الحيوية السريرية في الآونة الأخيرة أن منتجات الاسمرار هذه تبدي جزئيا خواص مضادة للطفرات و خواص مضادة للسرطان. ونتيجة للمسار المعقد للتفاعل، ومع ذلك، فإنه من النادر إمكان تحديد المركبات الملونة حتى الآن. حدد أحد المركبات الملونة الأولى في نموذج تفاعل کسیلوز / أمينات وفورفورال / نورفورانيول، وما زال قيد المناقشة فيما إذا كان هذا المركب يتشكل عن طريق تفاعلات تكاثف مرکبات CH- الحمضية للنورفورانيول مع مجموعة الألدهيد للفورفورال. تؤدي تفاعلات تكائف مشابهة ل 3 - اوزون منقوص الأكسجين مع الفورفورال وأسيتيل فورموين مع الفورفورال إلى تشكل مرکبات صفراء II و III على كل، يمكن لكلا المركبين أن يستقرا فقط كأسيتال کامل، مثلا ، في المحاليل الكحولية.

#### قليلات السكاريد
البنية والتسمية Structure and Nomenclature
تشكل أحاديات السكاريد الغليكوزيدات  عندما يحدث هذا بين مجموعة لاکتول لأحادي سكاريد مع أي مجموعة -HO لأحادي سكاريد ثان، ينتج ثنائي السکارید. يطلق على المركبات التي تحوي حتى 10 ثمالات من أحادي السكاريد اسم قليلات السكاريد. عندما تقوم الرابطة الغليكوزيدية فقط بين مجموعات اللاكتول لأحاديي السكاريد، يتشكل بالتالي ثنائي السكاريد غير المرجع، وعندما يكون الربط بين مجموعة لاکتول واحدة مع مجموعة -HO كحولية واحدة، ينتج ثنائي السكاريد المرجع. يرمز إلى الأول با غليكوزيل غليكوزيد واللاحق بغليكوزيل غليكوز، مع معلومات إضافية لتوجه الرابطة ومواقعها. الأمثلة هي السكاروز والمالتوز.

##### عديدات السكاريد
التصنيف ، البنية Classification , Structure
تتألف عديدات السكاريد، مثل قليلات السكاريد، من أحادي السكاريدات المرتبطة ببعضها بروابط غليكوزيدية. تعطي حلمتها الحمضية أحادي السکارید. تعد الحلمية الجزئية الكيميائية والإنزيمية بالإضافة إلى الحلمية الكلية ذات أهمية للتوضيح للشرح ) البنيوي. تعطي الحلمية الإنزيمية قليل السكاريد، التي يؤدي تحليلها لشرح تتالي أحادي السکارید ومواقع وأنواع الارتباطات. يمكن أن يتألف عديد السكاريد ( الغليكانات من نوع واحد من وحدة سكر بنيوية ( homoglycans، غليكانات متماثلة ) أو من عدة أنواع من وحدات سكرية ( heteroglycans، غليكانات متغايرة ). يمكن أن ترتبط أحادي السكاريدات بنمط خطي ( كما في السلولوز والأميلوز ) أو بنمط متفرع ( أميلوبكتين ، غليكوجين، غواران ). كما يمكن أن يختلف تکرار ( تواتر ) مواقع التفرع وطول السلاسل الجانبية اختلافا كبيرة كما في ( الغليكوجين، الغواران ). قد يكون تسلسل ثمالات أحادي السکارید دورية، بحيث يحتوي الدور الواحد على واحد أو عدة وحدات بنيوية متناوبة ( سلولوز، أميلوز، أو حمض الهيالورونيك )، وقد يحتوي التسلسل على قطع أقصر أو أطول لثمالات مرتبة دورية مفصولة بقطع غير دورية ( ألجينات، الكاراجينات Carrageenans، بكتين )، أو قد يكون التسلسل غير دوري على طول السلسلة ( كما في حالة المكونات السكرية في البروتينات السكرية ).
ملاحظات عامة General remarks
تتوزع عديد السكاريد على نطاق واسع وبوفرة في الطبيعة، وتنجز أدوارها على النحو التالي: مواد تشکیل البينة الهيكلية ( سلولوز، هیمي سیلولوز والبكتين في النباتات، الكيتين، عديد السكاريدات المخاطية في الحيوانات ). و مواد ادخارية تمثيلية Assimilative reserve ( النشا، دکسترینات، اینولين في النباتات، الغليكوجين في الحيوانات ). و مواد رابطة - للماء ( آغار ، بكتين وألجينات في النباتات عدد السكاريدات المخاطية في الحيوانات ). توجد عديد السکارید، نتيجة لذلك، في العديد من المنتجات الغذائية، فإنها عادة تحتفظ بدورها الطبيعي كمواد هيكلية الفواكه والخضراوات ) ، أو مواد غذائية تمثلية ( الحبوب، البطاطا، البقول ).
تستخدم عديد السكاريدات المعزولة في التصنيع الغذائي وبدرجة كبيرة، إما في الشكل الأصلي أو المعدل، كما في: عوامل تشكل -الهلام أو الثخانة ( النشا، ألجينات، بكتين، صمغ الغواران )، مثبتات المستحلبات والمبعثرات، مواد تشکيل - الأغشية والتغطية لحماية الأغذية الحساسة من تغيير غير مرغوب به؛ ومواد مالئة خاملة لزيادة نسبة المواد الثقيلة عسيرة الهضم في النظام الغذائي. لمحة عن الاستخدامات في تكنولوجيا الأغذية. تستند المهام المبينة لعديد الساريدات على خصائصها المتغيرة بشكل كبير . فهي تتغير من الشكل اللاذواب ( السلولوز ) إلى مواد لها قوة انتفاخ جيدة وانحلالية في الماء الساخن والبارد ( النشا، صمغ الغواران ). يمكن أن تبدي المحاليل لزوجات منخفضة حتى في التراكيز المرتفعة جدا ( الصمغ العربی )، أو يمكن أن تملك لزوجات عالية استثنائية حتى في تراكيز منخفضة صمغ الغواران ). تدخل بعض عديد السكاريد، حتى في التركيز المنخفض، في الهلامة القابلة للعكس الحراري ( الجينات، بكتين ). في حين تنصهر أغلب الهلامات عند درجات حرارة مرتفعة، بينما تشكل بعض مشتقات السلولوز الهلامة. وصفت هذه الخواص واستعمالاتها في منتجات الأغذية.

تحليل عديدات السكاريد Analysis of Polysaccharides
يلعب الاستعراف والتعيين الكمي لعديدات السكارید دورة في فحص عوامل الثخانة والمواد اللدنة ... الخ.
1- عوامل الثخانة Thickening agents
يجب أن تكثف عوامل الثخانة، أولا حيث يتم تعديل الطريقة المستخدمة لهذا الغرض اعتمادا على تركيب الغذاء وعموما تستخلص عوامل الثخانة من العينة مزالة الدهن بالماء الساخن. هضم النشا المستخلص بالحلمية الإنزيمية ( a-آميلاز، غلو کو آمیلاز ). وفصل البروتينات بالترسيب ( مثلا، باستعمال حمض سلفوساليسيليك ). فصل عديدات السكاريد المتبقية في المحلول بالإيثانول. يعطي المخطط الرحلاني لعديدات السكاريد المنحلة في دارئة بورات مسحة أولية لوجود عوامل الثخانة. فمن الصعب أحيانا استعراف، وبالتالي، التفريق بين عديدات السكاريد المضافة وتلك ذات المنشأ الداخلي الموجودة في العديد من الأغذية. في الحالات البسيطة ، يكفي إذا دعم المخطط الرحلاني بالتحليل البنيوي، هنا، تكون عديدات السكاريد، ومن ثم تخضع لحلمهة حمضية، وترجع ب بوروهیدريد الصوديوم وتحول إلى أسيتات الديتول الممثيلة جزئيا وذلك بأستلة مجموعات- HOتحلل بعدئذ المشتقات للوحدات البنيوية لأحادي السكاريد هذه كيفية وكميا بالاستشراب الغازي على أعمدة شعرية . في الحالات الأكثر صعوبة ، ينصح بالفصل التمهيدي لعديدات السكاريد الحمضية والمعتدلة على مبادل أيوني، إن معاملة عديدات السكرية بالميثانول أو حلمهة عديدات السكاريد الحاوية حموض يورونية وسكريات منزوعة الماء خسارة هذه الوحدات البنيوية/ اللبنات المقلقلة ينصح بالانشطار المختزل لعديد السكاريد الممثيل مسبقا كبديل لطيف للحلمية. في هذه العملية، تتشكل أسيتات ألدويتول منزوعة الماء الممثيلة جزئية، باستعمال غالاكترمانان کمثال، يمكن أن تستخلص استنتاجات حول بنية عديد السكاريد من نتيجة التحليل الكيفي والكمي، والتي أنجزت بالاستشراب الغازي قیاس طیف الكتلة، وفي المثال المقدم هنا، ينتج المشتق o-4 - أسيتيل - 5,1 - منزوع الماء -2 , 3-6 ثلاثي- ميثيل- D- مانیتول من D- مانوز بروابط 1 , 4- الوحدة البنيوية للسلسلة الرئيسية. يشير المشنق 6,4- ثنائي—أسيتيل - 1 , 5 - منزوع الماء -2 3- ثنائي - o - میشیل -D مانيتول ( b ) إلى الوحدة البنيوية التي تشكل القرع والمشتق , 5 - منزوع الماء -2 , 3-4 , 6 - رباعي .o- ميثيل - ا - غالاكتينول ( c ) يشير إلى D. غالاكتوبیرائوز النهائي للسلسلة الجانبية. يظهر المشئق 5,1 منزوع -2 , 3 , 4 , 6 - رباعي - o- ميثيل- D- مانيتول ( 2 ) المنتج بكميات صغيرة غاية السلسلة الرئيسية المتشكلة من D- مانو بيرانوز، بشير ظهور الغلوكوز في التحليل البنيوي إلى الغلوكالات أو الغلوكانات المعدلة، مثلا، أنواع النشا المعدلة أو السلولوزات . پنجرز استعراف هذا النوع بالكشف النوعي عن مكونات مغايرة، مثلا، أسيتات أو فسفات .
2-الألياف الغذائية Dietary Fihers
إن الطرق الوزنية هي الأسلوب المفضل لتعيين الألياف الغذائية وفي العينة منزوعة الدهن، فإن المكونات القابلة للهضم ( 4,۱ - غلو کانات ، بروتينات ) حلمه إنزيمية ( a ۔ آمیلاز الثابت حرارية ، غلو کو آمیلاز ، پروتیناز ). تبقى بعد التنبيذ، الألياف غير الذوابة في الثمالة. تفصل الأليف الذوابة بالماء في الطافي بالترسب بالايثانول ، والترشيح المسندف أو الدهال dialysis ، ويستخرج كل من البروتين والمواد المعدنية التي لا تزال متبقية مع الألياف الذوابة وغير الذوابة بمساعدة عوامل الماء عوامل التصحيح.

## أنواع السكريات

### السكريات الأحادية

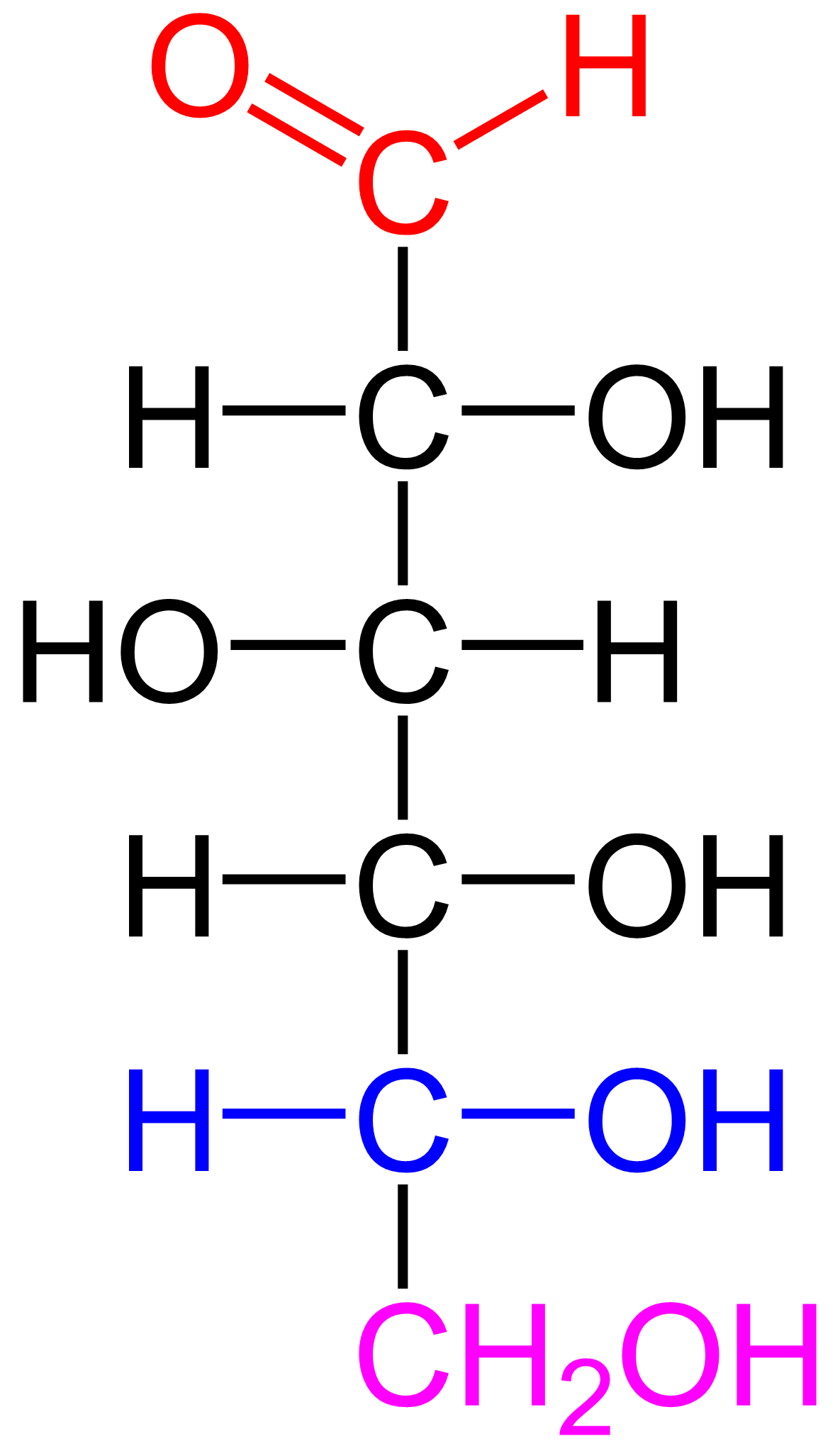
D-glucose سكر أحادي، وصيغته الكيميائية: (C·H_{2}O)_{6}.

السكريات الأحادية: «هي عبارة عن سُكريات بسيطة، تذوب في الماء، حيث لا يمكن تفكيكها بتفاعل التحلل المائي إلى سكريات أو مواد أبسط منها». من الأمثلة عليها:
- الجلوكوز: وهو أبسط أنواع المواد الكربوهيدراتية ويسمى سكر الدم، ويكون على شكل سكر طبيعي في الغذاء أو يستطيع الجسم توفيره من خلال هضم الكربوهيدرات المركبة مثل النشويات الموجودة في الأرز والمعكرونة والبطاطا.

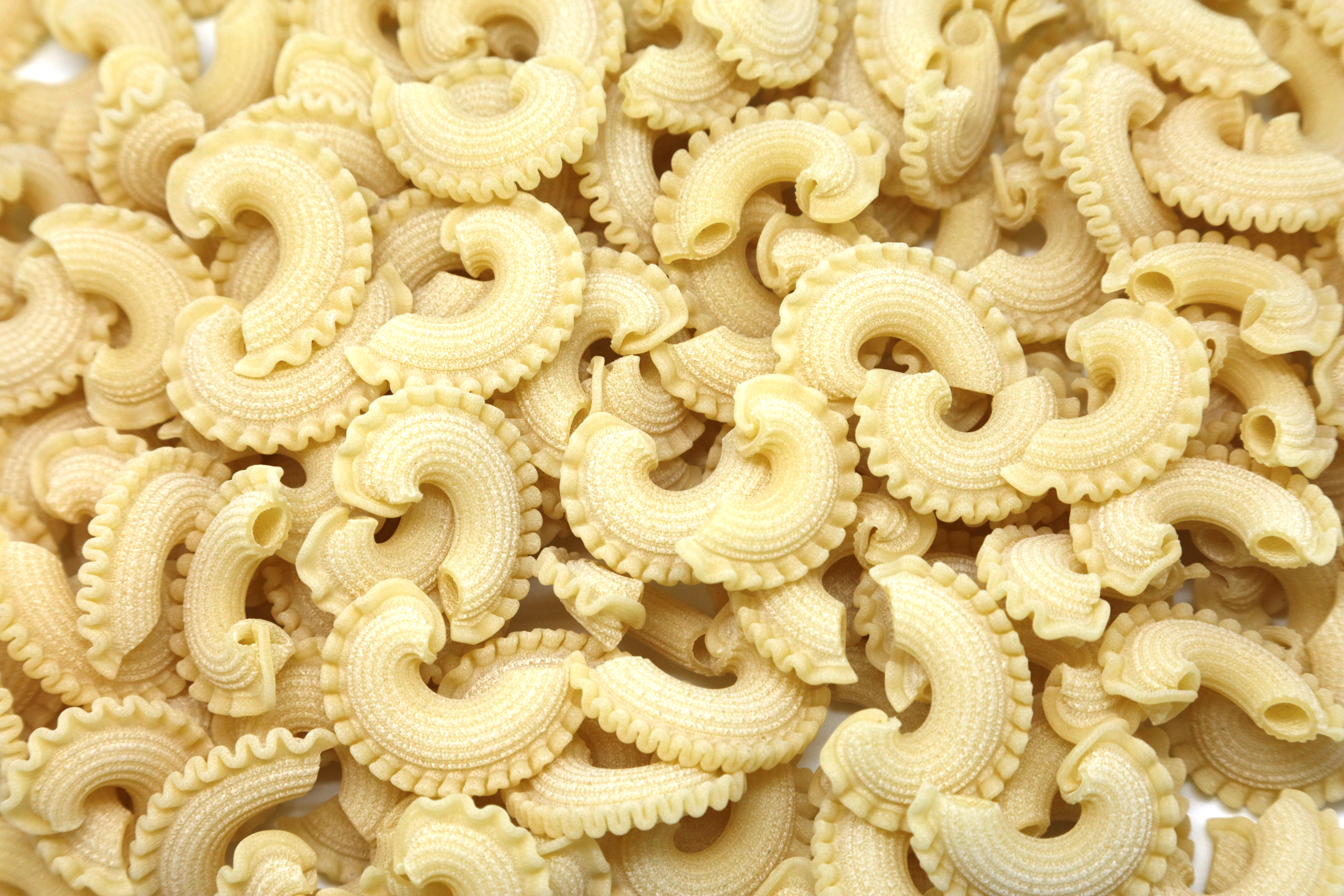

- الفركتوز: هذا هو سكر الفواكه ويوجد في الفواكه والعسل، وهو أكثر أنواع السكريات والنشويات حلاوة من حيث الطعم.
- الجلاكتوز: وهو سكر أحادي أقل حلاوة من الجلوكوز والفركتوز، ويوجد في مشتقات الحليب والشمندر السكري.

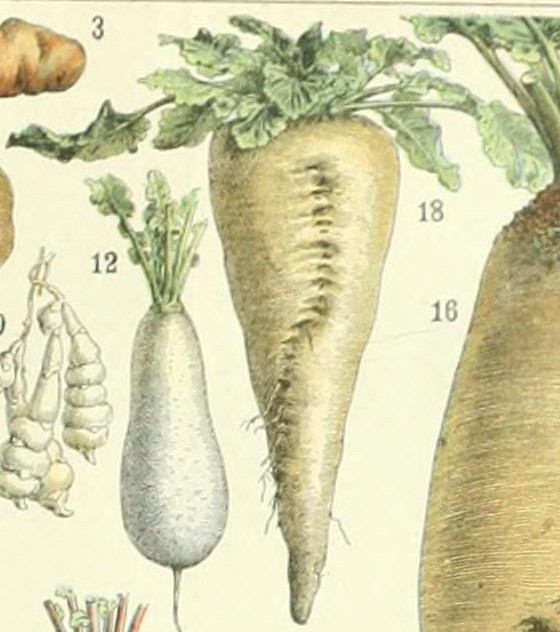

- المانوز: أيضاً من السكريات الأحادية كما يحتوي على مجموعة من الألدهيد لذا فهو سكر ألدهيدي. كما أنه يتحد مع «بروتينات معينة» ويوجد هذا السكر في زلال البيض.

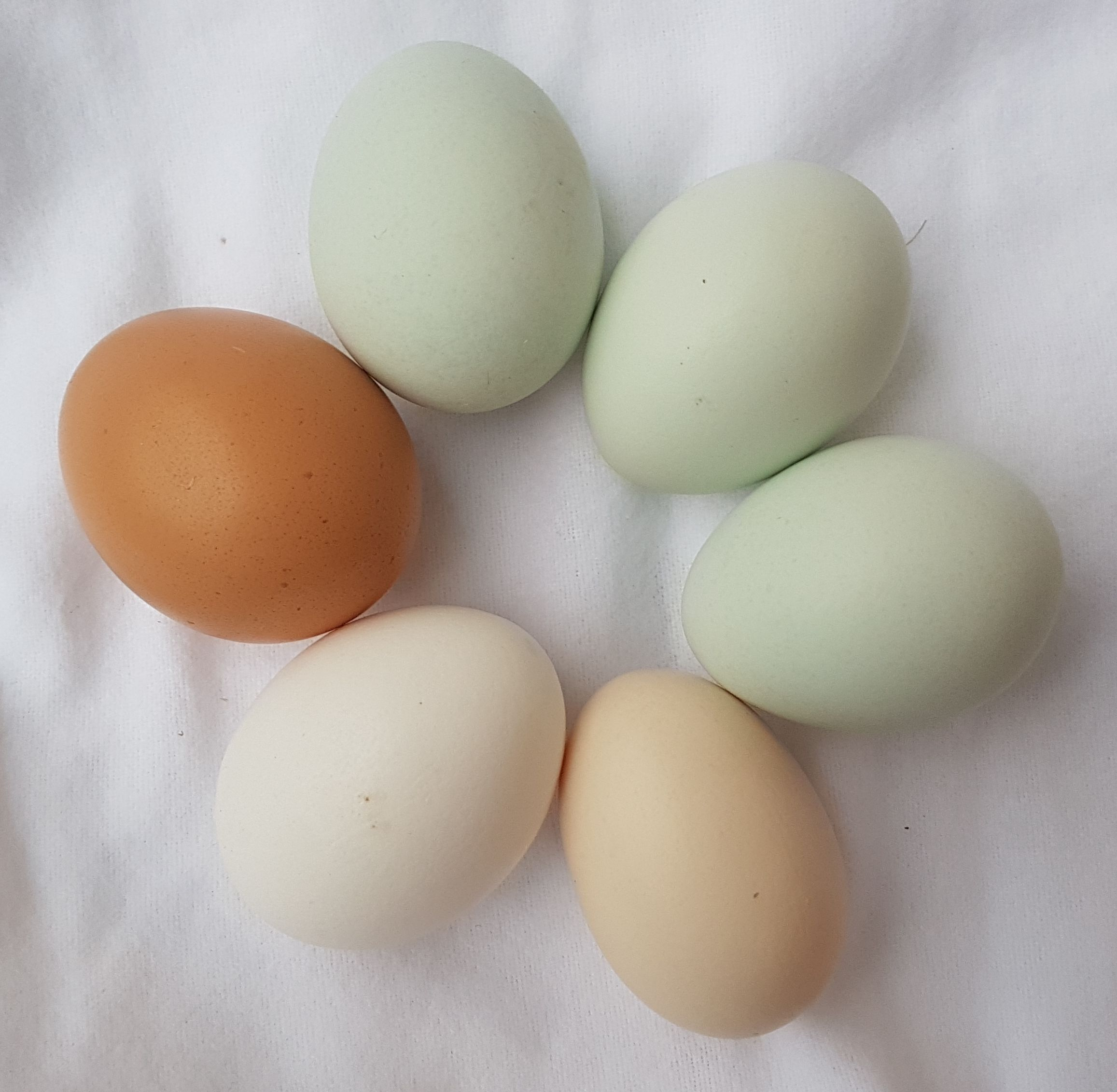

- الريبوز: وهو ما يعرف بسكر خماسي الكربون.

### السكريات الثنائية
السكريات الثنائية: «هي عبارة عن مركب ناتج عن اتحاد اثنين أو أكثر (2 - 10 وحدة) من وحدات السكر الأحادي مع بعضها البعض مرتبطة بواسطة روابط غليكوسيدية» ويكون دائما أحد النوعين المتحدين هو الجلوكوز، وهي تشمل:
أ. السكروز (سكر القصب): ويتكون من جلوكوز + فركتوز، من أهم السكريات الغذائية وهو سكر غير مختزل ويتحلل مائياً بواسطة إنزيم السكريز المعوي إلى جلوكوز وفركتوز.
ب. اللاكتوز (سكر الحليب): وهو أقل أنواع السكر حلاوة ويتكون من جلوكوز وغلاكتوز، وهو سكر مختزل لاحتوائه على مجموعة ألدهيد.
ت. المالتوز (سكر الشعير): ويتكون من جلوكوز + جلوكوز، وهو سكر مختزل لاحتوائه على مجموعة ألدهيد، ويتكون من جزيئين من الألفا جلوكوز، ويتحلل في الأمعاء إلى جزيئين ألفا جلوكوز بواسطة إنزيم المالتيز ويعدّ هو ناتج وسطي خلال عملية التحلل المائي للنشا بواسطة إنزيم الأميليز اللعابي، من المعروف أن عملية طحن الغذاء بواسطة الأسنان والضروس وتفتيت جزيئات الطعام الكبيرة إلى صغيرة بسيطة تسمى الهضم الميكانيكي، يوجد باللعاب مادة مخاطية تسهل عملية مضغ الطعام وبلعه وأيضاً تسهل عملية الكلام وحركة اللسان داخل الفم، بالإضافة إلى هذه المادة المخاطية يوجد أيضاً باللعاب إنزيم الأميليز اللعابي الهاضم للسكريات والمواد الكربوهيدراتية حيث يحول السكريات العديدة الموجودة في أطعمة كالأرز والمكرونة والخبز إلى سكريات ثنائية ثم تنزل هذه الجزيئات إلى المعدة بالحركة الدودية وفي المعدة لا يتم هضم كربوهيدرات إنما في الاثني عشر حيث يتم هضم المالتوز بواسطة إنزيم المالتيز إلى جزيئي ألفا جلوكوز ولكن إذا لم يتم هضم النشا من البداية ونزل إلى المعدة في صورة نشا فيقوم إنزيم الأميليز البنكرياسي بدوره.

### السكريات المعقدة

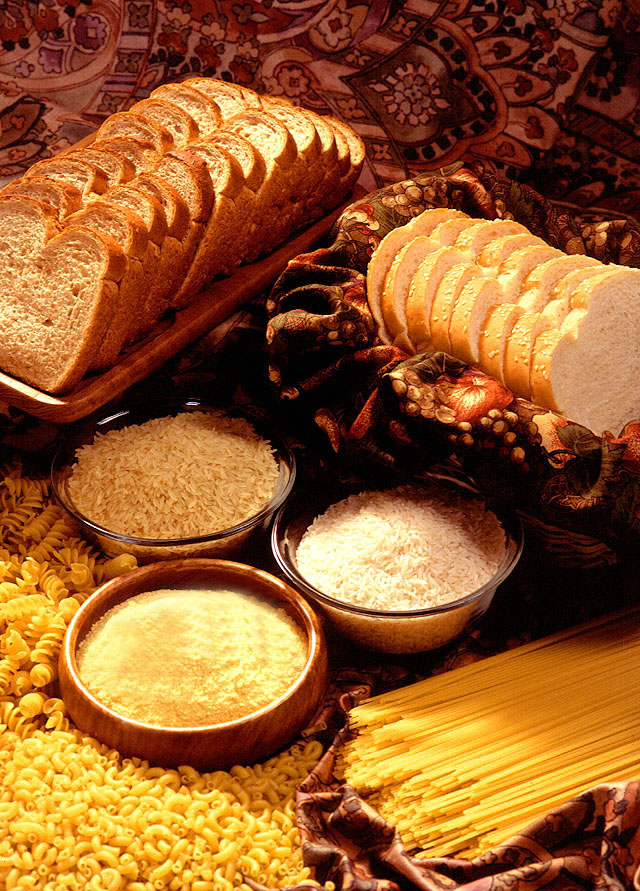
النشويات: مصادر غنية بالكربوهيدرات

سكريات معقدة (مركبة): «هي عبارة عن مواد كربوهيدراتية توجد على صورة مبلمرة من وحدات السكر الأحادي، وقد يصل وزنها الجزيئي إلى بضع ملايين»، وهي تتكون من اتحاد ثلاثة أو أكثر من السكريات البسيطة (الأحادية) وقد تتحد أكثر من 300 -500 وحدة من السكريات البسيطة لتكوين السكريات المعقدة، وهذه السكريات لا تذوب في الماء مثل بقية أنواع السكريات. تنقسم السكريات المعقدة إلى قسمين رئيسيين هما:

### السكريات من أصل نباتي
1 ـ النشا: ويوجد في الأجزاء التي يتم هضمها من النبات وتوجد في الذرة والحبوب ومختلف مشتقات القمح والأرز والبطاطا والمعكرونة وجذور النباتات وكذلك الخضار والفواكه. وقد أثبت ساكس للمرة الأولى 1864 ان الأوراق المعرضة للضوء تركب المادة العضوية وذلك بوزن الأوراق في بداية النهار ونهايته بعد تجفيفها، فلاحظ أن كتلة الأوراق تكون أكبر في نهاية النهار، وتم التعرف على هذه المادة العضوية: وهي النشاء.
ينتمي النشا إلى مجموعة السكريات المعقدة وصيغته العامة (n(C6 H12 O6 حيث n تتراوح بين 2000 إلى 3000 وحدة الغلوكوز. يتلون النشاء مع محلول اليود بالأزرق البنفسجي القاتم. يتراكم النشاء في النهار في البرانشيم الورقي اما في الليل فيتفكك، ويتحول إلى سكريات مذابة في الماء (غلوكوز-سكاروز) وتنتقل إلى أعضاء التخزين والنمو في النبات. عند العديد من النباتات (سكر القصب، الذرة) يكون ناتج التركيب الضوئي هو السكاروز. وبشكل عام فان السكريات تعدّ أولى المركبات العضوية المتشكلة أثناء التركيب الضوئي.
الحدوث ، العزل Occurrence , Isolation
يتوزع النشا على نطاق واسع في مختلف أعضاء النبات كمخزن للسكريات. وكمكون للعديد من الأطعمة، ويعد أهم للسكريات في تغذية الإنسان ، إضافة إلى ذلك ، للنشا ومشتقاته أهمية صناعية ، على سبيل المثال ، في صناعة الورق والنسيج . يعزل النشا بصورة رئيسة من المصادر المدرجة في وقد شكل النشا الحصول عليه من الذرة ، والبطاطا ، والكشافة والقمح في شكليه الطبيعي والمعدل نسبة 99 % من المحصول العالمي في عام 1980. تتوفر أيضا بعض النشويات الأخرى ( أنواع النشا الأخرى.في الآونة الأخيرة، أصبحت النشويات التي تم الحصول عليها من البقوليات ( البازلاء، العدس ) أكثر أهمية بسبب امتلاكها خصائص تجعلها بديلا مناسبا للنشويات المعدلة كيميائية في سلسلة من المنتجات . تملك النشويات من الأصول المختلفة خصائص مميزة مستقلة تعود إلى شكل، حجم، التوزع الحجمي ، التكوين التركيب )، بلورية ( شفافية ) الحبيبات. ولا تزال الروابط الموجودة غير مفهومة تماما على الأساس الجزيئي.

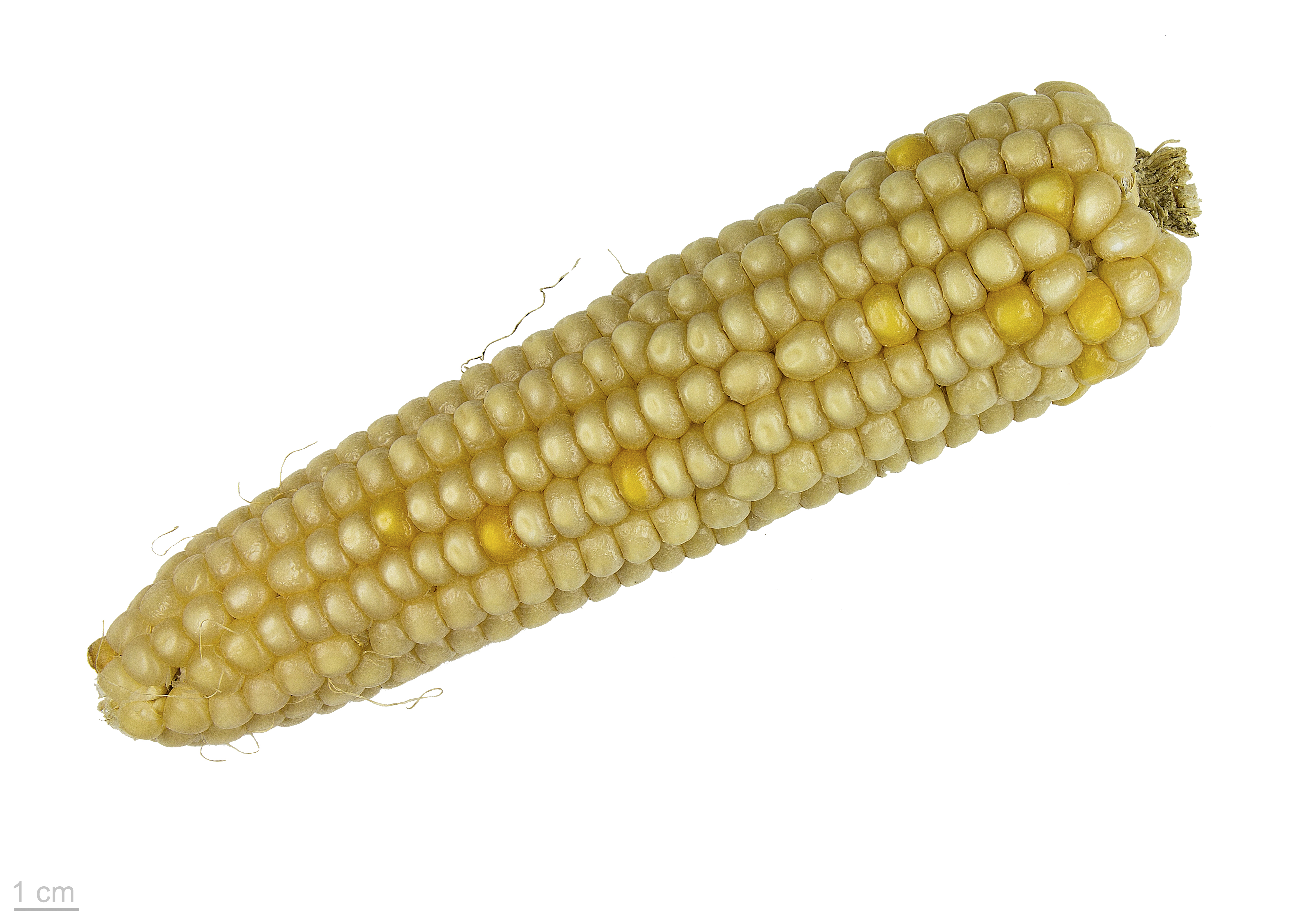

2 ـ السيليلوز: وهو المادة التي تشكل الألياف وسيقان النباتات كما يوجد في أوراق النباتات والساق والجذور وقشور الحبوب والفواكه والخضراوات وكذلك في النسيج الضام للحوم.
وحيث أن هذا الجزء من الكربوهيدرات لا يتم هضمه في الجسم فإن دوره الرئيسي هو إعطاء المواد الغذائية التي يحتوي عليها حجما كبيرا وبذلك يشعر الشخص بالامتلاء في المعدة والأمعاء وبذلك لا يشعر بالجوع، لهذا فإن هذا النوع يساعد في علاج السمنة لأنه مثبط للجوع، في نفس الوقت فإن الألياف أو السليولوز تساعد الجهاز الهضمي حيث يتحد بالماء وكذلك بالكولسترول وأي مواد أخرى لا يحتاجها الجسم، وبسبب حجمه واتحاده بالماء فإنه يسهل حركة الأمعاء وبالتالي يسهل التخلص منه ومن المواد التي يتحد بها، وبذلك يقي الجسم من التهابات الأمعاء وانتفاخها خاصة القولون، وأخيرا، تقوم الألياف بحفز الأمعاء لتنشيط عملية تكاثر أحد أنواع بكتيريا الأمعاء والتي تساعد في إنتاج فيتامين (ك) والذي له دورا هاما في تخثر الدم.

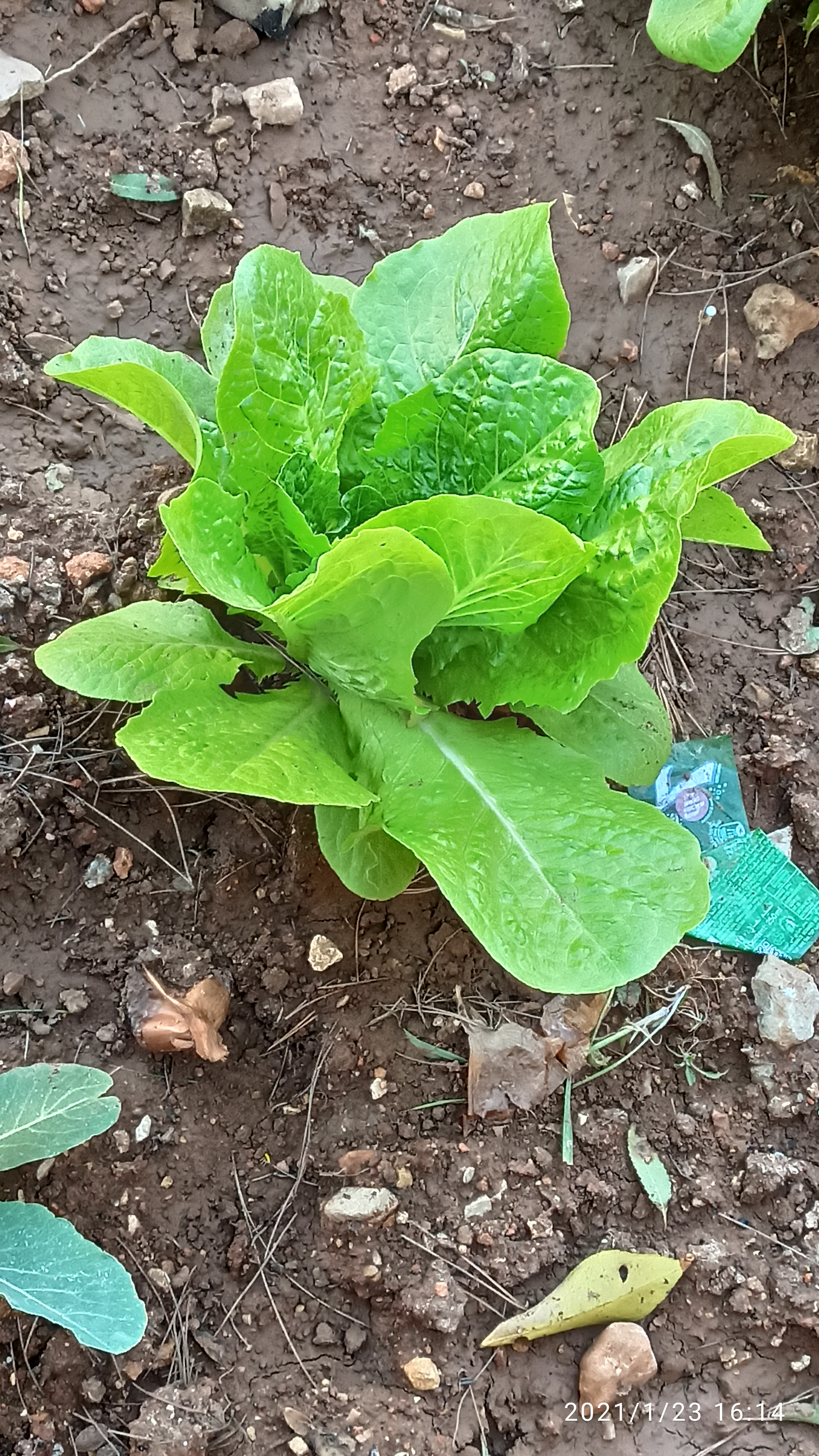

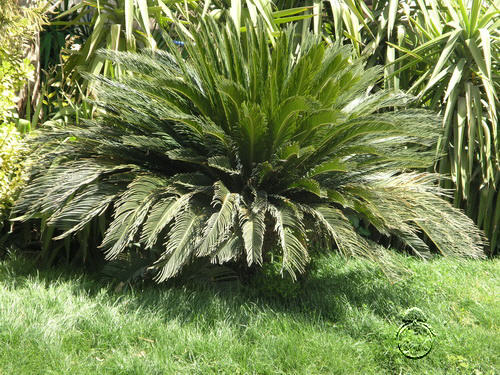

ــ السكريات من أصل حيواني (النشا الحيواني):
الكائنات الحية، ومنها الإنسان، عندما يتناولون السكريات من أصل نباتي فإنها تقوم بخزن هذه المواد في العضلات والكبد على شكل جليكوجين الذي يتكون من مئات الوحدات من الجلوكوز. وإن اتحاد الجلوكوز لتكوين الجليكوجين في العضلات أو في الكبد يحتاج إلى الماء، وكل غرام واحد من الجليكوجين في العضلات أو في الكبد يخزن معه حوالي 7.2 غرام من الماء.
والجليكوجين في العضلات يستخدم فقط من قبل العضلات أما جليكوجين الكبد فيمكن تحويله إلى جلوكوز ويطرح في الدم لتعويض نقص الجلوكوز في الدم، ومن المعروف أن الجلوكوز هو الوقود الرئيسي للجهاز العصبي المركزي وأي نقص في مستوى الجلوكوز بالدم يؤدي إلى نقص الوقود الخاص بالجهاز العصبي المركزي وبالتالي فإن نشاط هذا الجهاز يتأثر سلبيا.
الحدوث ، العزل Occurrence , Isolation
يعد السلولوز المقوم الرئيس لجدران خلايا النبات، حيث يوجد عادة بالإضافة إلى هيميسیلولوزات، والبكتين واللغنين. ما أن إنزيمات السلولاز غائبة في القناة الهضمية للإنسان، يؤلف السلولوز، بالإضافة إلى بعض عديدات السكاريد الخاملة، السكريات عسيرة الهضم للغذاء النباتي ( الخضار، الفواكه أو الحبوب )، يشار إليه بالألياف الغذائية. تغيب أيضا إنزيمات السلولاز في القناة الهضمية للحيوانات، لكن يمكن أن تستعمل الحيوانات العاشبة السلولوز بسبب النبيت المجهري للكرش الذي يحلمه السلولوز ). تظهر أهمية الألياف الغذائية في تغذية الإنسان في الغالب بسبب قدرتها على المحافظة على الحركة المعوية ( معج ).
البنية ، الخصائص Structure , Properties يتألف السلولوز من حمالات -غلو کوبیرانوزیل متصلة بارتباطات 41. يتبلور السلولوز كبلورات أحادية الميل ، تشبه القضيب. وتوجه السلاسل بشكل مواز لاتجاه الليف وتشكل المحور -b الطويل لوحدة الخلية. تكون السلاسل نوعا ما مطوية لتسمح بتشكل الجسور الهيدروجينية داخل السلسلة بين 04 و6-0 ، وبين 3-0 و5-0.

## وظائف الكربوهيدرات
- مصدر سريع للطاقة: تعدّ المواد الكربوهيدراتية مصدرا سريعا جدا للطاقة مقارنة بالدهن والبروتين.
- توفيره من البروتين: عندما تنقص كمية الكربوهيدرات في الجسم وبشكل خاص جلوكوز الدم، فإن مخزون الكبد من الجليكوجين يستخدم لتعويض النقص، وإذا استنفذت كمية الجليكوجين المخزونة في الكبد وهي بحدود 80-100 غرام، فإن الجسم يلجأ إلى تكسير البروتين من العضلات وغيرها من أجزاء الجسم المحتوية على البروتين وذلك لتوفير الجلوكوز للجهاز العصبي المركزي حيث يمكن للجسم تحويل البروتين إلى جلوكوز، وحيث أن البروتين يقوم بوظائف حيوية جدا فإن نقص الجليكوجين والمواد الكربوهيدراتية عموما في الجسم يؤدي إلى استهلاك البروتين من الجسم، وهذا من حيث الصحة ليس في صالح الفرد.
- وقود الجهاز العصبي المركزي: لكي يستطيع الدماغ وبقية أجزاء الجهاز العصبي المركزي القيام بوظائفه في تنظيم الجسم، لا بد من توفر الجلوكوز لأنه مصدر الطاقة الرئيسي لهذا الجهاز الهام، وإن نقص الجلوكوز في الدم يؤدي إلى ضعف عمليات التفكير والتركيز الذهني وبالتالي تكثر الأخطاء في المواقف التي تحتاج إلى سرعة التفكير وحسن التصرف.

## أضرار الإكثار من السكريات
يؤدي التناول الزائد عن الحد والمفرط للسكريات المضافة بكافة أنواعها إلى العديد من المشاكل الصحية، نذكر منها ما يأتي:
- السمنة وزيادة الوزن: يؤدي تناول كميّاتٍ كبيرةٍ من السكريات إلى تخزين الطاقة الفائضة عن احتياجات الجسم على شكل دهون، كما أنَّ العديد من الأطعمة مثل الشوكولاتة، والبسكويت، والكيك، تحتوي على السكريات والدهون، التي تساهم في زيادة الوزن أو السمنة عند تناولها بكميّاتٍ كبيرة، وذلك لأنَّ الدهون من المغذيات كثيفة الطاقة، كما أنَّ العديد من الحلويات المُنتَجة تجارياً تحتوي على مستويات عالية من الدهون المشبعة، والتي تزيد من مستويات الكوليسترول في الدم، وخطر الإصابة بأمراض القلب، لذا يُنصح بالحدّ من تناول الدهون والأطعمة الغنية بالسكر.
- خطر الإصابة ببعض الأمراض: يؤدي الاستهلاك المفرط للسكريات المضافة على المدى البعيد، إلى حدوث العديد من الاختلالات التي يطلق عليها مصطلح متلازمة التمثيل الغذائي (بالإنجليزية: Metabolic syndrome)، وتتضمن مجموعة من الأعراض التي تزيد من خطر الإصابة بالأمراض المزمنة، مثل مرض السكري، وأمراض القلب، وأمراض الكبد. وأظهرت دراسة نشرتها مجلة JAMA Internal Medicine عام 2014، أنَّ الاستهلاك المفرط من السكر المضاف، يؤدي إلى زيادة خطر الوفاة من أمراض القلب والأوعية الدموية، وعلى الرغم من أنَّ كيفية تأثير السكر في صحة القلب غير واضحة، إلّا أنّ تناول كميات كبيرة من السكر يؤدي إلى إجهاد الكبد، وزيادة تراكم الدهون، وزيادة خطر الإصابة بمرض الكبد الدهني (بالإنجليزية: Fatty Liver Disease)، بالإضافة إلى ارتفاع ضغط الدم، وزيادة الالتهابات المزمنة، وزيادة الوزن، ومرض السكري، التي ترتبط جميعها بزيادة خطر الإصابة بالنوبات القلبية والسكتة الدماغية، ومن الجدير بالذكر أنَّ الإفراط في تناول السكر يزيد من عوامل خطر الإصابة بالسرطان مثل: السُّمنة، وزيادة مقاومة الأنسولين، والالتهابات.
- التأثير في البنية الجسمانية: يمكن للسكريات أن تؤثر سلباً في صحة الجسم، ويتمثّل ذلك بما يأتي:
  - يمكن أن يحتوي السكر المضاف على نسبةٍ عالية من الفركتوز، أو شراب الذرة عالي الفركتوز، الذي قد يؤدي ارتفاع مستوياته في الجسم إلى تلف الكبد.
  - يؤدي الإفراط في تناول السكر إلى زيادة ضخ الأنسولين من البنكرياس، بسبب توقف الجسم عن الاستجابة للأنسولين، مسبباً توقف عمل البنكرياس، وارتفاع مستويات السكر في الدم، ممّا يزيد ذلك من خطر الإصابة بمرض السكري من النوع الثاني، وأمراض القلب.
  - يؤدي الإفراط في تناول السكر إلى تلف الكلى، خاصةً لدى المصابين بمرض السكري، إذ تلعب الكلى دوراً مهماً في ضبط مستويات السكر في الدم ضمن مستويات معينة، وطرح الفائض منه في البول، لذا فإنَّ عدم السيطرة على كميات السكر المُتناولَة قد يقلل من كفاءة عمل الكلى في تصفية الفضلات من الدم، وبالتالي زيادة خطر الإصابة بالفشل الكلوي.
  - يؤدي تناول كميات كبيرة من السكر إلى زيادة آلام المفاصل، بسبب الإصابة بالالتهابات، بالإضافة إلى زيادة خطر الإصابة بالتهاب المفاصل الروماتويدي.
- الذاكرة: يؤدي الإفراط في تناول السكر إلى التقليل من القدرات المعرفية، والقدرة على ضبط النفس، كما يعطي تأثيراً شبيهاً بالمخدرات في مركز المكافأة في الدماغ، مسبباً تأثيرات شبيهة بالإدمان، والإفراط في تناول الطعام، وزيادة الوزن في وقتٍ لاحق، وأظهرت الأبحاث أنَّ الأنظمة الغذائية الغنية بالسكر المضاف تقلل من عامل التّغذية العصبيّة المستمّد من الدّماغ (بالإنجليزيّة: Brain-derived neurotrophic factor)، الضروري لتكوين الذاكرة الجديدة والتعلم. وأشارت دراسةٌ نُشرت في مجلة Diabetologia عام 2006، إلى تأثير نقص عامل التّغذية العصبيّة المستمّد من الدّماغ في ضعف التمثيل الغذائي للجلوكوز، واحتمالية تأثير نقصه سلباً في الخرف، والاكتئاب، ومرض السكري من النوع الثاني، وفي دراسةٍ أخرى أُجريت على الفئران ونُشرت في مجلة Behavioural Brain Research عام 2016، ظهر أنَّ تناول السكريات بشكلٍ كبيرٍ يؤثر في الذاكرة، إذ إنَّ تناول النظام الغذائي عالي الدهون، والسكر أو السكر السائل، يقلل من كفاءة الذاكرة خلال أسبوع واحد، كما أنّ التعرض المفرط للسكر المضاف في مراحل النمو خلال الطفولة، يؤدي إلى ضعف طويل الأمد في وظيفة الذاكرة المعتمدة في وقتٍ لاحق من الحياة، وفقاً لما ظهر في دراسة نُشرت في مجلة Nutritional Neuroscience عام 2017.
- خطر الإصابة بالاكتئاب: يسبب تناول الحلوى والكعك زيادة مستويات الطاقة في الجسم، وذلك بسبب ارتفاع مستويات السكر في الدم بسرعة، وبعد انخفاض مستوياته في الدم نتيجة امتصاصه من قِبَل الخلايا، قد يسبب ذلك الشعور بالتوتر والقلق، كما أظهر تحليلٌ شموليٌّ نُشر في Journal of Affective Disorders عام 2019، أنَّ تناول المشروبات المحلاة بالسكر قد يرتبط بزيادة خطر الإصابة بالاكتئاب بشكلٍ بسيط، إلّا أنَّ هذه النتائج بحاجة إلى المزيد من الأبحاث لتأكيدها.
- زيادة خطر الإصابة بتسوس الأسنان: يُعدُّ تسوس الأسنان من أكثر الحالات الصحية انتشاراً حول العالم، ويؤدي تناول السكر بكميات كبيرة إلى زيادة خطر الإصابة بتسوس الأسنان، خاصةً لدى الأطفال والمراهقين.[9][10][11]

## نسب السكر في الأطعمة
يتواجد السكر في الأطعمة بنسب مختلفة، نذكر منها ما يأتي:
- المشروبات: مثل المشروبات الغازية وعصير الفواكه، إذ تحتوي زجاجة المشروب الغازي على ما يعادل 17 مكعباً من السكر، كما يحتوي عصير الفواكه الصافي غير المحلّى على نسبة عالية من السكريات، إذ إنَّ عملية عصر الفواكه تطلق السكريات الموجودة في الفاكهة، وعلى الرغم من أنّ الكوب الواحد أو ما يعادل 150 مليليتراً من عصير الفواكه، والذي يشكل حصة واحدة من حصص الفواكه اليومية، يحتوي على الفيتامينات والمعادن، إلّا أنّ تناول حبة الفاكهة كاملة يكون أفضل.
- سكر المائدة والمعلبات والحلويات: يحتوي سكر المائدة، والمربى، والشوكولاتة، والحلويات على جزء كبير من السكر المضاف، فمثلاً يحتوي كل 100 غرام من صلصة الشوكولاتة على 57.1 غراماً من السكر، وكل 100 غرامٍ من الشوكولاتة العادية على 62.6 غراماً، ومن الجدير بالذكر أنَّ تناول السكر يكثُر بين فئة الأطفال الذين تتراوح أعمارهم بين 11 إلى 18 سنة.
- المخبوزات: مثل البسكويت، والكعك، والكيك، إذ يمكن أن يفضل بعض الأشخاص هذه الأغذية باعتبارها وجبة مشبعة وسريعة، إلّا أنَّها غالباً ما تحتوي على نسبة عالية من السكر والدهون، ويفضل التقليل من تناول هذه الأطعمة التي قد تزيد من خطر الإصابة بتسوس الأسنان، وزيادة الوزن، واستبدالها بالمنتجات المصنوعة من الحبوب الكاملة، التي تشكل جزءاً من النظام الغذائي الصحي والمتوازن.
- منتجات الألبان: تُعدُّ منتجات الألبان مثل الجبن والزبادي جزءاً من النظام الغذائي الصحي والمتوازن، إلّا أنَّ بعض هذه المنتجات تحتوي على السكر المضاف، كالحليب والزبادي المنكّهة، والحلويات التي تحتوي على منتجات الألبان مثل المثلجات، فمثلاً تحتوي كلّ 100غرامٍ من زبادي الفاكهة على 16.6 غراماً من السكر المضاف، وتحتوي الكمية ذاتها من المثلجات على 20.5 غراماً من السكر المضاف.
- الصلصات الجاهزة: تحتوي العديد من فواتح الشهية مثل صلصة الطماطم، والوجبات الجاهزة، والمقرمشات على نسبة عالية من السكر المضاف، إذ تحتوي كلُّ 100 غرامٍ من صلصة الطماطم على 27.5 غراماً من السكر المضاف، والصلصة الحلوة والحامضة على 20.2 غراماً، وكريمة السلطة على 16.7 غراماً.[12][13][14]

## الكربوهيدرات في الكائنات الدقيقة
تدخل الكربوهيدرات في تركيب الحمض النووي من تركيب الفيروس، وهي السكر الخماسي وهذا السكر الخماسي له نوعان: أ - دي أوكسي رايبوزي (حمض نووي ريبوزي منقوص الأكسجين)
ب - رايبوزي (حمض نووي ريبوزي)
و بعض الفيروسات (مثل: مجموعة Myxo virus) تحتوي على 8 % كربوهيدرات بالإضافة إلى كربوهيدرات الحامض النووي.
و أيضا يتم تحليل السكريات عن التحليل المائي ويتم اتحدهما عن طريق التكاتف ومن المهم جدا تواجد السكر في الجسم.

### مواضيع ذات صلة
- سكريات أولية
- سكريات ثنائية
- سكريات متعددة
- تسكير
- سللوز
- نشأ